# Georges Hébert
Georges Hébert (Paris, 1875 — Tourgéville, 1957) foi um desportista e educador físico francês. Desenvolvendo o Méthode Naturelle (Método Natural de Educação Física) ou MN.
Foi condecorado como commandeur de la Légion d'honneur.
Aos 27 anos, em 8 de maio de 1903, Hébert coordenou na Martinica a evacuação de setecentas pessoas próximo da cidade de Saint-Pierre durante uma catastrófica erupção vulcânica no Monte Pelair (ou Monte Pelée) .
- Cerca de 30 mil pessoas morreram devido a erupção e o fluxo piroclástico (uma cinza vulcânica com cerca de 300 °C) que cobriu 20 km seguida pela lava (a cerca de 1000 °C)
- O efeito do fluxo piroclástico é tão devastador que em 3 minutos exterminou parte da Cidade. Pessoas foram encontradas queimadas, contorcidas e explodidas.
- Essa foi a mais devastadora erupção vulcânica de que se tem conhecimento.
- A experiência surtiu profundos efeitos nele, reforçando sua crença na importância da "força física" e do "altruísmo".

Viveu e escreveu sua obra em um período permeado por movimentos naturistas tanto médicos quanto pedagógicos, quando a natureza selvagem vivenciada também no escotismo esteve na moda.
Hébert acentuava, em suas propostas de educação, a necessidade de ser forte, definindo que "ser forte" significa se desenvolver não só de maneira completa, mas útil.
"Etre fort pour être utile" ou "Ser forte para ser útil"
A força do "selvagem",que de acordo com teorias científicas(século XIX) pertenceria a "raças inferiores", é resgatada e redimida pelas virtudes que possui, para modelar o desenvolvimento do homem e da mulher urbanos com processos "científicos" de apropriação de suas forças ocultas pela imitação de seu modo de vida, de sua condição de existência.
Sua obra exprime o fascínio pela potência misteriosa de populações exóticas, pois Hébert teria viajado extensivamente pelo mundo, se impressionando pelo desenvolvimento físico e habilidades dos movimentos de povos indígenas, africanos e de outros lugares. Nas palavras de Hébert: "Seus corpos eram esplêndidos, flexíveis, ágeis, habilidosos, duráveis, resistentes e ainda nunca tiveram nenhum tutor em ginástica exceto pelo seu convívio com a natureza."
"Être et durer" ou "Ser e durar" ou "To be and to last"

## Entendendo o Método Natural
Georges Hébert:
- "No senso puramente "físico", o Método Natural promove as qualidades de resistência orgânica, muscularidade e velocidade, em função de poder andar, correr, pular, movimento quadrúpede, escalar, andar em equilíbrio, arremessar, levantar, defender-se, e nadar."
- "No senso "viril" ou energético, o sistema consiste em ter energia suficiente, força de vontade, coragem, frieza, e fermeté ("firmeza")."
- "No senso "moral", a educação, pela elevação das emoções, conduz ou mantém a fibra moral de uma forma útil e benéfica."

"Método Natural, no seu sentido mais abrangente, precisa ser considerado como o resultado dessas três forças em particular; é uma síntese do físico, viril e moral. Reside não só nos músculos e na respiração, mas acima de tudo na "energia" que é usada, na determinação que direciona e no sentimento que guia."
Posteriormente esse método se tornou padrão e base de treinamento militar internacional.
Nos dias atuais essa prática do Atleta Natural volta a ganhar destaque. Sem dúvida a prática do parkour, de origem principalmente na filosofia do MN, vem popularizando de forma gradativa esse tipo de treinamento. E além do mais esse método é algo natural.